# Operaen i Midten
Operaen i Midten er en selvejende institution med egnsteater status. Ejerkommunerne er hhv. Herning, Holstebro, Ikast-Brande og Struer kommuner.
Operaen producerer professionelle operaforestillinger som både udfordrer og udvikler genren, med det formål at udbrede opera og nå et bredt publikum. De laver forestillinger, der spænder mellem nyskrevet babyopera og til de helt klassiske værker til de garvede.
Operaen i Midten præsenterer opera og musikdramatik for alle. Operaen i Midten hed tidligere Musikdramatisk Teater, men skiftede navn i 2009 for at vise en tydeligere lokal forankring.
I december 2010 opførte Operaen i Midten Humperdincks "Hans & Grethe" som en familieopera med talte sekvenser, der erstattede lange recitative afsnit. I marts 2011 var operaen på landsturné med en intim opsætning af "La Bohème", en genopsætning af forestillingen fra 2008. I november 2011 opførtes Astor Piazzollas tangoopera "Maria de Buenos Aires" i et samarbejde med Den Fynske Opera. I marts 2012 opførtes en ny børneopera "Monsteropera".
I efteråret 2012 havde Operaen i Midten verdenspremiere på operaen "Orpheus '68" af den amerikanske komponist Paul Schwartz og libretto af den engelske forfatter SImon Crow. I februar 2013 var det børneoperaen "Billederne Synger", der var på plakaten i et samarbejde med Operakarrusellen og Den Ny Opera. Forestillingen blev instrueret af Pia Rosenbaum med musik af Lars Fjeldmose og tekst af Lars Oluf Larsen.
I efteråret 2013 deltog Operaen i Midten i Kulturfestival Bølgen med flere forestillinger og havde blandt andet premiere på operetten HMS Pinafore i en ny opsætning af selskabet Figaros.eu.
Den 8. marts 2014 var der Danmarks-premiere på Peter Maxwell Davies' Askepot i Operaen i Midtens opsætning med dansk tekst af Lars Oluf Larsen. Pernille Elimar instruerede.
I november 2014 fejrede Operaen i Midten 10 år som egnsteater med jubilæumsforestillingen Good Old Operadays
Marts 2015 bød på operaen The Rosenbergs med tekst og instruktion af Rhea Leman og musik af Joachim Holbek.
April 2015 var premieretid for børneoperaen Billederne Synger. Forestillingen havde idé og instruktion af Pia Rosenbaum, tekst af Lars Oluf Larsen og musik af Lars Fjeldmose.
I efteråret 2015 var Operaen i Midten stærkt involveret i projektet Skylight: A global Science opera, hvor skoleelever fra hele verden bidrog med scener til en stor fortælling. Elever fra Resen Friskole stod for den danske scene i Pernille Elimars instruktion. Scenen blev streamet til resten af verden og publikum i Struer kunne se resten af fortællingen på storskærm.
Senere samme efterår gennemførtes to WASO-uger, hvor 8. klasser fra Ulfborg gennem musikdramatik lærte at præsentere naturvidenskabelige emner på nye måder. Konceptet var så godt at teatret og skolen i samarbejde vandt Springfrøprisen året efter.
Foråret 2016 bød på premieren på børneoperaen Er Gud Hjemme? med Pia Rosenbaum som iscenesætter, Lars Oluf Larsen som tekstforfatter og Lars Fjeldmose til komponist.
Efteråret 2016 bød på den teknisk krævende børneopera Mellem To Verdener, der blandt andet handlede om børns leg med spil på iPads. Her instruerede Pernille og skabte i et devising-forløb teksten sammen med de medvirkende. Peter Navarro-Alonso skrev musikken.
Endnu en helt ny forestilling så rampelyset i november 2017. Snehvide med musik af Paul Schwartz og tekst af Lars Oluf Larsen blev instrueret af Pernille Elimar. Solisterne var unge talenter, der gennem et år med workshops var blevet klædt på til at klare opgaven.